# Across the Great Divide (brano musicale)
Across the Great Divide è una canzone scritta da Robbie Robertson e pubblicata dai The Band nel loro album omonimo del 1969. Il brano venne successivamente pubblicato in diverse compilation e album dal vivo.  Secondo il critico musicale Barney Hoskyns, Across the Great Divide è uno dei diversi brani facente parte di un vero e proprio concept album riguardanti la Guerra di secessione e le problematiche degli stati del sud.

## Il brano
Ed Ward definì Across the Great Divide come "una magnifica apertura" all'album The Band, esprimendo una certa ammirazione in particolare per la melodia e la voce di Richard Manuel. Al contrario, il critico musicale Robert Christgau di The Village Voice mise a confronto la canzone con Tears of Rage, brano di apertura dell'album precedente dei The Band Music from Big Pink, definendo Across the Great Divide come "una chiesa in vetrina a 127th Street, di fronte alla cattedrale di Riverside Baptist."
Una versione live della canzone venne inclusa nell'album dal vivo Rock of Ages del 1972.  Il cofanetto Across the Great Divide e la compilation The Best of The Band ne comprendono altre versioni.